# Proiezione ortografica

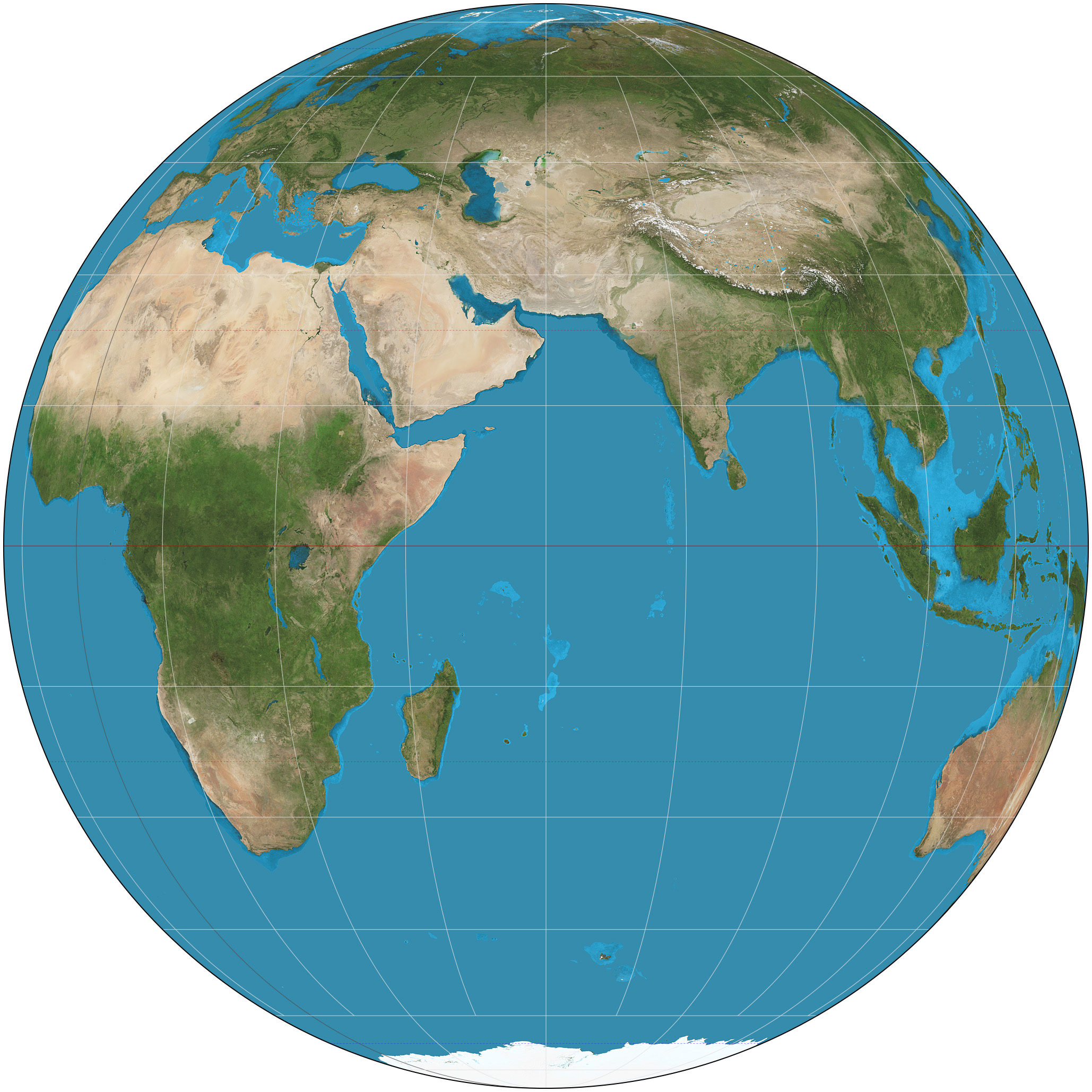
Proiezione ortografica equatoriale dell'emisfero orientale fra i meridiani 30°O e 150°E

La proiezione ortografica è una proiezione cartografica orizzontale o azimutale, che raffigura un emisfero come appare dallo spazio.
Da un punto di vista geometrico i segmenti che congiungono i punti della sfera alle loro proiezioni sono costituiti da segmenti di linea retta fra loro paralleli e perciò il punto di proiezione è all'infinito. Le forme e le aree sono deformate soprattutto ai bordi della carta, lontano dal punto di tangenza, mentre le distanze sono conservate su delle linee parallele.

## Storia
La proiezione ortografica è nota sin dall'Antichità ed il suo uso ben documentato. Ipparco di Nicea usava questa proiezione già nel II secolo a.C.. Gli antichi Greci la chiamavano analemma, dal nome di un trattato di Tolomeo.
Intorno al 14 d.C. Vitruvio nel De Architectura utilizzava la proiezione ortografica per costruire meridiane e per calcolare la posizione del sole. Vitruvio sembra anche aver prospettato il nome "ortografica" (dal greco antico orthos (= “retto, dritto”) e graphē (= “disegno”) per la proiezione. Tuttavia il termine analemma, che indica una meridiana indicante latitudine e longitudine, fu normalmente usato fino a che François d'Aguilon di Anversa propose il nome attuale nel 1613.
Le più antiche carte geografiche pervenute che usino questa proiezione sono dei planisferi realizzati mediante xilografia, come quello anonimimo del 1509, quelli di Johannes Schöner del 1533 e del 1551, e quello di Apiano del 1524. Una carta molto raffinata disegnata da Albrecht Dürer ed incisa da Johannes Stabius fu pubblicata nel 1515.

## Formule
Le equazioni trigonometriche per definire la proiezione ortografica che collega il punto della superficie sferica di longitudine λ e di latitudine Φ al punto del piano di coordinate cartesiane (x, y), chiamati R il raggio della sfera, ed essendo (λ0 , φ0) le coordinate del centro e origine della proiezione, sono le seguenti:
{\displaystyle {\begin{cases}x=R\,\cos \phi \sin \left(\lambda -\lambda _{0}\right)\\y=R\,{\Big [}\cos \phi _{1}\sin \phi -\sin \phi _{1}\cos \phi \cos \left(\lambda -\lambda _{0}\right){\Big ]}~.\end{cases}}}
Le equazioni inverse, per ritrovare le coordinate (λ, Φ) di un punto sulla sfera, dati R, λ0, Φ1, x e y, saranno:
{\displaystyle {\begin{cases}\phi =\arcsin \left(\cos c\sin \phi _{1}+{\frac {y\sin c\cos \phi _{1}}{\rho }}\right)\\\lambda =\lambda _{0}+\arctan \left({\frac {x\sin c}{\rho \cos \phi _{1}\cos c-y\sin \phi _{1}\sin c}}\right)\end{cases}}}
dove
{\displaystyle {\begin{cases}\rho ={\sqrt {x^{2}+y^{2}}}\\c=\arcsin \left({\frac {\rho }{R}}\right)~.\end{cases}}}

## Proiezioni ortografiche di sviluppo
In un'accezione ampia tutte le proiezioni con il punto di prospettiva all'infinito (e che perciò proiettano linee parallele) possono essere considerate ortografiche, su qualunque superficie siano proiettate.
Un tipico esempio di proiezione ortografica su di una superficie cilindrica è la proiezione cilindrica equivalente di Lambert.